# 樋野興夫
樋野 興夫（ひの おきお、1954年 - ）は日本の医師。医学博士。順天堂大学医学部、病理・腫瘍学教授。学校法人恵泉女学園理事長、一般社団法人がん哲学外来理事長。

## 経歴
島根県生まれ。アインシュタイン医科大学肝臓研究センター、フォックスチェイスがんセンター、癌研究会・癌研究所実験病理部部長。2008年、「がん哲学外来」を開設。癌で不安を抱えた患者と家族を、対話を通して支援する個人面談である、「がん哲学外来」の活動を続けている。
2005年にアスベストを原因とする中皮腫患者専門の外来を担当していた樋野は、難治を悩む患者が多いことを受け、主治医と患者の隙間を埋める役割の必要性を感じ始めた。島根県の無医村で生まれた樋野は虚弱で、母親に背負われ隣村の診療所まで通ったことが医師になる原点となった。しかし、訛りがきつく人と話すことが苦手であることで病理医となる。

## がん哲学外来創設
樋野は、患者が病院で医師から必要な情報提供を受け、話を聞くことの重要性のほか、それだけでは満たされない部分があり、治療だけでなく、心の安定を求めていると感じていた。一方、医師らは、そうした側面を理解しながらも多忙であり、患者一人一人に十分な診療の時間を取れない現実がある。そこをすくい取るために「がん哲学外来」を着想し、主治医には打ち明けづらいあらゆる相談に応えようと、2008年に始めた。その後、参加者らが自主的に「メディカル・カフェ」という対話の場を開く体制を整え始めた、「がん哲学外来 メディカル・カフェ」は、日本全国に約180ヵ所（2020年10月）まで広がりをみせた。樋野は「がん哲学外来」は「空っぽの器」のようなもので、「どんなに水を入れても底が抜けない空の器を用意して、私やスタッフはその器を頑丈にしているだけ。丈夫な器さえあれば、何を話してもいい。がん哲学というのは、人間学だからね」（文春オンラインインタビューより）と話した
。

## 受賞
- 日本癌学会奨励賞
- 高松宮妃癌研究基金学術賞（2002年度）

## 著書
- 『がん哲学外来の話 殺到した患者と家族が笑顔を取り戻す』小学館、2008年
- 『がん哲学外来入門』毎日新聞社、2009年
- 『末期がん、その不安と怖れがなくなる日―がん哲学外来から見えてきたもの』主婦の友社、2010年
- 『がん哲学』EDITEX、2011年
- 『いい覚悟で生きる:がん哲学外来から広がる言葉の処方箋』小学館、2014年
- 『明日この世を去るとしても、今日の花に水をあげなさい』幻冬舎、2015年
- 『こころにみことばの処方箋 世界に広がる「がん哲学」』いのちのことば社、2015年
- 『見上げれば、必ずどこかに青空が』ビジネス社、2015年
- 『あなたはそこにいるだけで価値ある存在』KADOKAWA、2016年
- 『がんに効く心の処方箋 一問一答 ―悩みがスッキリ軽くなる―』廣済堂出版、2016年
- 『病気は人生の夏休み がん患者を勇気づける80の言葉』幻冬舎、2016年
- 『がん哲学外来へようこそ』新潮社、2016年
- 『「今日」という日の花を摘む』実業之日本社、2016年
- 『がん哲学外来で処方箋を: カフェと出会った24人』日本基督教団出版局、2016年
- 『がんばりすぎない、悲しみすぎない。「がん患者の家族」のための言葉の処方箋』講談社、2017年
- 『いい人生は、最期の5年で決まる』SBクリエイティブ、2017年
- 『苦しみを癒す「無頓着」のすすめ』ブックマン社、2017年
- 『大切な人ががんになったとき…生きる力を引き出す寄り添い方』青春出版社、2018年
- 『われ21世紀の新渡戸とならん―新訂版―』イーグレープ、2018年